# Туйксоо, Эстер
Э́стер Ту́йксоо (эст. Ester Tuiksoo; род. 5 марта 1965, Пылва, Эстонская ССР) — эстонский политик, бывший депутат  Рийгикогу (парламент Эстонии).

## Биография
Родилась в Пылва, Эстонская ССР. В 1990 году окончила Тартуский университет. Прошла трудовой путь от заведующей магазином в Пылва до министра сельского хозяйства в правительстве Юхана Партса и в первом правительстве Андруса Ансипа.
В 1994—2000 годы состояла в рядах Партии реформ Эстонии, затем перешла в Народный союз. С 19 марта до 29 апреля 2007 года занимала пост исполняющего обязанности председателя Народного союза Эстонии.
Неоднократно избиралась депутатом Рийгикогу. С 12 ноября 2010 по 1 июля 2014 года состояла в Центристской партии Эстонии, от которой была избрана депутатом Рийгикогу 12-го созыва на выборах, прошедших 6 марта 2011 года. Покинула Рийгикогу после вступления в силу обвинительного приговора суда.
Награждена Орденом Белой звезды третьей степени. Была лишена ордена президентом Эстонии в июле 2014 года, после того как суд признал её виновной в получении взятки.